# Идро
Идро (итал. Idro) је насеље у Италији у округу Бреша, региону Ломбардија.
Према процени из 2011. у насељу је живело 1695 становника. Насеље се налази на надморској висини од 375 м.

## Становништво
| 1951. | 1961. | 1971. | 1981. | 1991. | 2001. | 2011. |
| ----- | ----- | ----- | ----- | ----- | ----- | ----- |
| 1.247 | 1.259 | 1.345 | 1.415 | 1.421 | 1.695 | 1.892 |